# История Владивостока

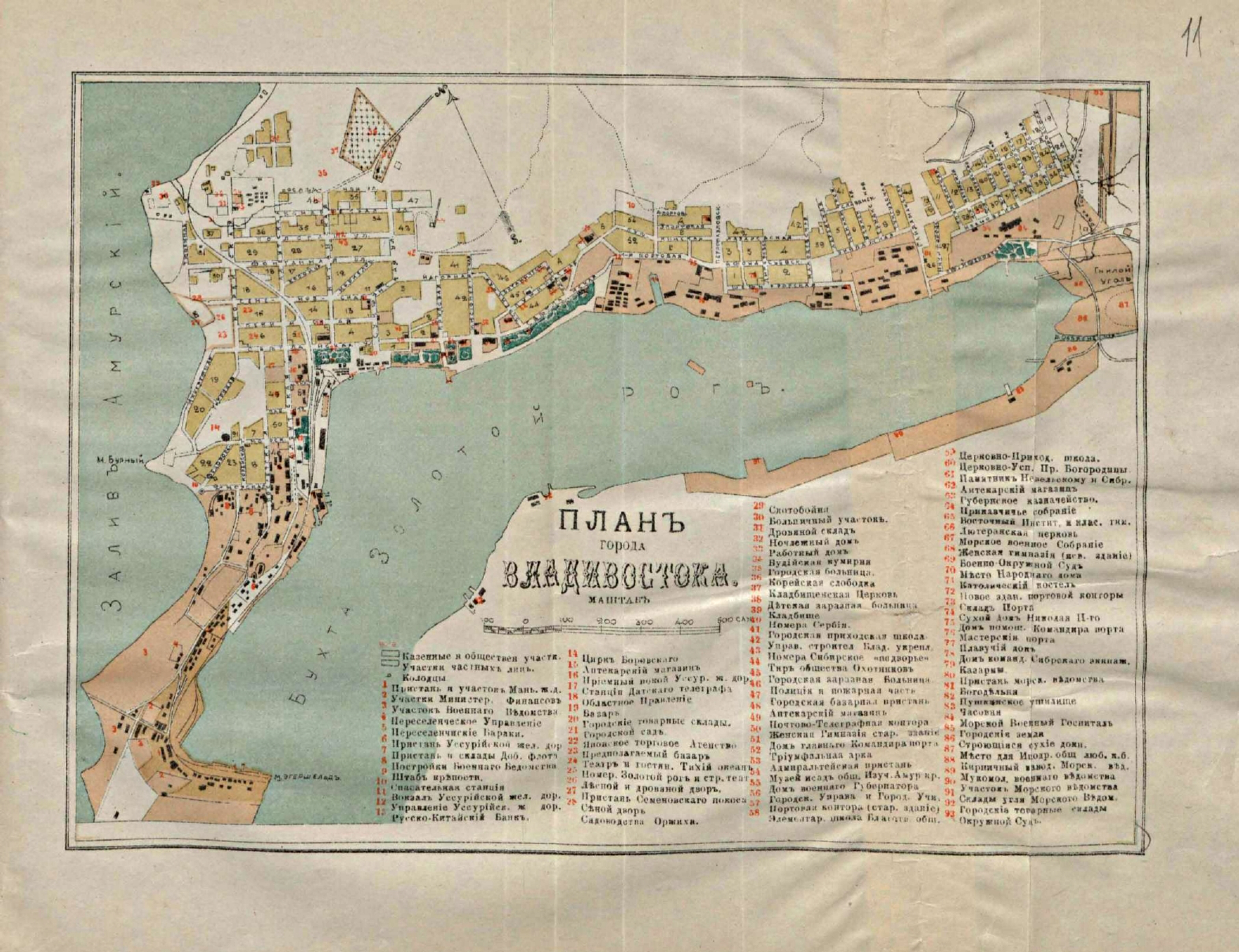
План Владивостока 1902 года

Владивосток — исторический и культурный центр Приморья России. Город был основан как военный пост Владивосток (от «владеть Востоком») в 1860 году , в 1880 году получил статус города. С 1888 года — административный центр Приморской области, с 1938 года — Приморского края.

## Древняя история
В древности территория современного Владивостока входила в состав государства Бохай (698—926 гг.), начиная с X века она принадлежала киданям, а затем чжурчжэням. В начале XIII века на территории современного Приморья существовало несколько городов чжурчжэньского государства Восточное Ся. Все они были разрушены монголами в результате нападения 1233 года, после чего территория пришла в запустение. Позднее из-за споров между маньчжурами и ханьцами южное Приморье обезлюдело и практически не упоминалось в источниках вплоть до XIX века.
После уничтожения государства Восточное Ся территория была подчинена Монгольской империи, затем Империи Юань, возглавляемой ханом Хубилаем. В китайских источниках XVI—XVII века указываются округа на территории Приморья: Силинь, Нимача, Суйфынь, Хуэ, Ялань и другие. 8 февраля 1635 года отряды Убахая и Цзингурдая выступили против племён варка. В результате нападения на местность Нимань (долина Большой Уссурки), им удалось захватить более тысячи человек. 15 ноября того же года маньчжурские войска напали на Южное Приморье (в направлении Эхэй-кулунь,Элэюсо, Ялань, Лилинь, Хуэ, Акули, Нимань, Нолэй и Авань).
С позиций официальной российской историографии, вплоть до появления русских первопроходцев край оставался нетронутым и забытым, чему отчасти способствовала политика самоизоляции, проводившаяся в Китае и Корее в XVII—XIX веках. Однако это не подтверждается свидетельствами самих русских первопроходцев. Например, Ерофей Хабаров в своих письмах докладывал руководству о том, что «теми людми, Дмитрей Андреевичь да Осип Степановичь, той земли овладеть не можно, потому что та земля многолюдна и бой огненной».
Нерчинский договор 1689 года разграничил земли Русского и Цинского государств только до Большого Хингана, а все остальные земли, простирающиеся к востоку и ограниченные с севера рекой Удой, впадающей в Охотское море, а с запада Большим Хинганом, оставил без разграничения.

## XIX век — начало XX века
Памятный знак на месте высадки основателей поста Владивосток с корабля «Манчжур»

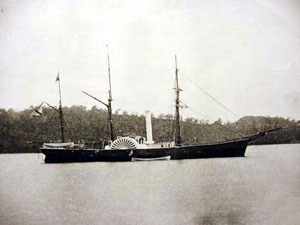
Пароходо-корвет «Америка» в бухте Золотой Рог (1860-е)

В течение продолжительного времени российское правительство искало опорный пункт на Дальнем востоке; эту роль поочерёдно выполняли Охотск, Аян, Петропавловск-Камчатский, Николаевск-на-Амуре. К середине XIX века поиски форпоста зашли в тупик: ни один из портов не отвечал необходимому требованию: иметь удобную и защищённую гавань, рядом с торговыми путями. Силами генерал-губернатора Восточной Сибири Николая Муравьёва-Амурского был заключён Айгунский договор, началось активное исследование Приамурья, и позже, в результате подписания Тяньцзиньского и Пекинского трактатов, к России были присоединены в том числе территории современного Владивостока. Само название Владивосток появилось ещё в середине 1859-го, употреблялось в газетных статьях и обозначало бухту. 20 июня (2 июля) 1860 года транспорт Сибирской флотилии «Манджур» под командованием капитан-лейтенанта Алексея Карловича Шефнера доставил в бухту Золотой Рог воинское подразделение для основания военного поста, который теперь уже официально получил название Владивосток.
31 октября 1861 года во Владивосток с семьёй прибыл первый гражданский поселенец — купец Яков Семёнов. 15 марта 1862 года был зарегистрирован первый акт покупки им земли, а в 1870 году Семёнова избирают первым старостой поста. Возникает местное самоуправление. К этому времени специальная комиссия принимает решение о назначении Владивостока опорным портом Российской империи на Дальнем востоке. В 1871 году во Владивосток, из Николаевска-на-Амуре, были переведены главная морская база Сибирской военной флотилии, ставка военного губернатора и иные морские ведомства.
В 1870-е годы правительство поощряло переселение в Южно-Уссурийский край, и население поста значительно увеличилось: по первой переписи 1878 года в нём насчитывалось 4163 жителя. В это время пост принимает городовое положение и учреждаются городская Дума, должность городского главы, принимается герб, хотя официально Владивосток ещё не был признан городом. Развитие будущего города проходило в непростой внешнеполитической обстановке, так как в течение 1860-x — 1880-x годов он был под угрозой нападения британского флота. Поэтому параллельно с развитием поста как торгового порта, в нём также строится морская крепость.

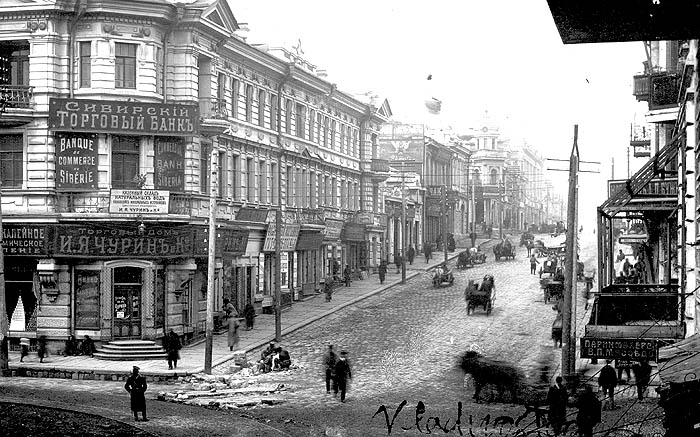
Пересечение Светланской и Алеутской улиц (1910-е)

В 1880 году пост официально получает статус города. Оживляются торговля и промышленность, вследствие чего начинается активное заселение города: во Владивосток прибывают переселенцы множества национальностей: немцы, поляки, лифляндцы, скандинавы, англичане, американцы, французы, итальянцы, евреи, греки, японцы, корейцы и китайцы. 1 июля 1882 года правительство издаёт указ «О казённокоштном переселении в Южно-Уссурийский край», согласно которому 250 крестьянских семей могли переселиться в край за счёт государства, многие из которых пополняли население города. Для устройства вновь прибывших было создано Переселенческое управление, которое возглавил Фёдор Буссе.
В городе активно развивалась культурная жизнь. В 1878 году во Владивостоке был открыт первый театральный зал «Золотой Рог». В 1879 году появился видоскоп (разновидность иллюзиона), где зрители смотрели «живые картинки».
12 (24) октября 1899 года во Владивостоке открылся Восточный институт (в настоящее время — Дальневосточный государственный университет). В 1887 году был открыт Владивостокский общественный бесплатный кабинет для чтения, на базе которого в 1908 году открылась Владивостокская городская библиотека им. Н. В. Гоголя (в настоящее время — Приморская государственная публичная библиотека им. А. М. Горького).
На 90-е годы XIX века пришёлся демографический и экономический бум, связанный с завершением строительства Уссурийской ветки Транссибирской железнодорожной магистрали и Китайско-Восточной железной дороги. Согласно первой всероссийской переписи населения 1887 года, во Владивостоке проживало 28993 жителя, а через десять лет население города утроилось. Расширение внешнеторговых связей и активная деятельность русского капитала в Китае, Корее и Японии стали требовать большое количество переводчиков. Указом Государственного Совета от 9 июля 1899 года был учреждён Восточный институт.
В 1900 году было учреждено Владивостокское общество поощрения изящных искусств.

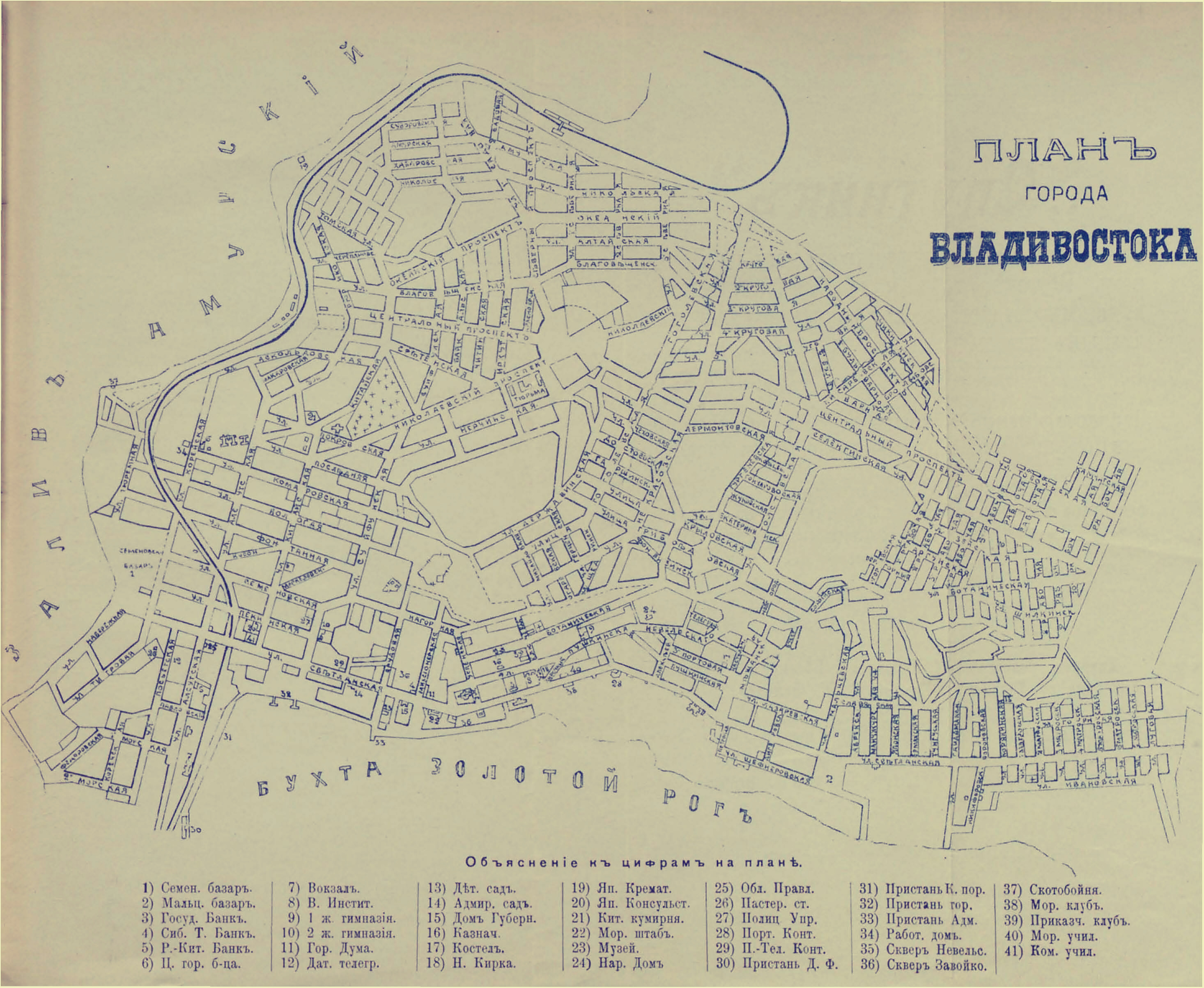
План города Владивостока, 1911 год

Первое десятилетие XX века характеризовалось затяжным кризисом, вызванным политической обстановкой: переключение внимания правительства на Порт-Артур, боксёрское восстание в Северном Китае 1900—1901 гг., Русско-Японская война 1904—1905 гг., и наконец первая русская революция привели к стагнации в хозяйственной деятельности Владивостока. В период русско-японской войны город подвергся обстрелу японским флотом. В гавани Владивостока базировался отряд крейсеров, оставшийся до конца войны единственным боеспособным соединением русского флота на Дальнем Востоке.
С 1907 года начался новый этап в развитии города: потеря Порт-Артура вновь сделала Владивосток главным портом России на Тихом океане. В городе устанавливается режим порто-франко и вплоть до 1914 года (до Первой мировой войны) он переживает бурный рост, став одним из экономических центров Азиатско-Тихоокеанского региона. Численность населения Владивостока переваливает за 100 тыс. и отличается национальным разнообразием: русские составляли меньше половины населения. В городе складываются крупные китайские, корейские и японские диаспоры. Данный период также характеризуется расцветом общественной жизни города; создаётся множество общественных объединений, от благотворительных до кружков по интересам.

## Первая мировая война, Революция и интервенция

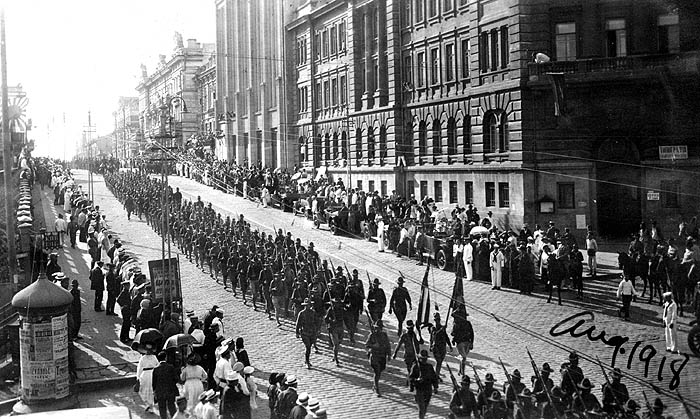
Американские войска во Владивостоке (1918)

В период Первой мировой войны в районе города не проходило активных военных действий. На этот период Владивосток становится важнейшим перевалочным пунктом для получения различного военно-технического имущества для войск, а также сырья и производственного оборудования для промышленности.
Сразу после Октябрьской революции, в ходе которой к власти пришли большевики, был объявлен «Декрет о мире» — и, в результате заключённого между ленинским правительством и Германией Брестского мирного договора, советская Россия вышла из Первой мировой войны. Однако на Дальнем Востоке сложилась особая ситуация, когда при общей малочисленности рабочего класса, были сильны контрреволюционные настроения. Первоначально власть в городе перешла большевикам при помощи матросского мятежа; 30 октября матросы Сибирской флотилии приняли решение «сплотиться вокруг единой власти Советов».
Однако 3 декабря 1917 года прошла конференция бывших союзников России по Антанте, на которой было принято решение о разграничении зон интересов на территориях бывшей Российской империи и установлении контактов с национально-демократическими правительствами. 29 июня 1918 г. чехословацкие войска свергли советскую власть в городе, позже[когда?] в город вошли войска США, Японии, Италии и Канады. В 1919 году край был охвачен партизанской войной.

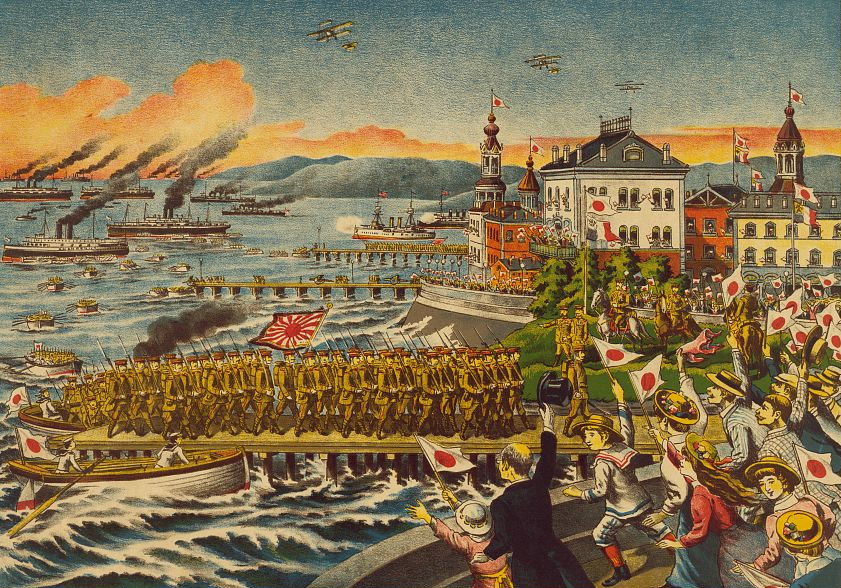
Жители Владивостока приветствуют японские войска, занимающие город. Японский агитационный плакат

Большинство иностранных войск покинуло Владивосток в 1920 году, кроме сил японского правительства, отличавшихся наибольшим числом. В 1921 году японцы поддержали Приамурский земский край, что позволило разгромленным белым войскам укрываться и перегруппировываться под прикрытием японских частей. Однако японская активность в Приморье вызвала подозрение у США, что привело к международной изоляции Японии на Вашингтонской конференции.
Дипломатическое давление, а также протесты внутри страны и огромные расходы, к которым привела Сибирская экспедиция, вынудили администрацию Като Томосабуро вывести японские войска из Приморья в октябре 1922 года, когда войска народно-революционной армии Дальневосточной республики под командованием Иеронима Уборевича заняли Владивосток, вытеснив из него соединения Белой армии. В ноябре Дальневосточная республика была ликвидирована и край вошёл в состав РСФСР.

## Советский период
К моменту установления советской власти, Владивосток находился в упадке: отступающие силы японской армии вывезли из города все материальные ценности. Жизнь была парализована: в банках отсутствовали деньги, оборудование предприятий было расхищено. Из-за массовой эмиграции и репрессий население города уменьшилось до 106 тыс. В 1923—1925 гг правительство принимает план «восстановительной трёхлетки», в ходе которой возобновляется деятельность торгового порта, который становится самым доходным в стране за 1924—25 гг.
В 1927 году был принят первый план пятилетки.
В 1930—1940-х годах Владивосток служил транзитным пунктом на пути доставки заключённых и грузов для Севвостлага советского супертреста «Дальстрой». В городе располагался известный Владивостокский пересыльный лагерь, куда со всей страны свозились заключённые. Здесь из них формировались этапы для дальнейшей отправки в дальневосточные ИТЛ. Время содержания заключённого во Владивостокском пересыльном пункте, как правило, длилось от нескольких недель до нескольких месяцев. Здесь умер поэт Осип Мандельштам, через этот лагерь прошли: будущий актёр Георгий Жжёнов, писатели Варлам Шаламов и Евгения Гинзбург, «космический» академик Сергей Королёв и ещё сотни тысяч других политзаключённых. Этот лагерь располагался в районе Моргородка.
Кроме того, в конце 1930-х — начале 1940-х годов в районе станции Вторая Речка располагался Владивостокский исправительно-трудовой лагерь (Владлаг), который часто путают с пересыльным. Владлаг не был транзитным лагерем, здесь были постоянные заключённые, которые занимались рыболовством, дорожным строительством и лесозаготовками. Он мог вмещать одновременно до 56 тысяч заключённых.
В конце июля 1937 года Владивосток стал первым городом, который за всю историю советско-американских отношений посетила с дружественным визитом эскадра ВМС США (крейсер «Аугуста» и 4 эсминца).
Владивосток не был местом боевых действий в годы Великой Отечественной войны, хотя постоянно существовала угроза нападения со стороны Японии. В городе, первым в стране, был создан «Фонд обороны», в который владивостокцы несли личные ценности. Владивосток за годы войны переработал импортных грузов (ленд-лиз) почти в 4 раза больше Мурманска и почти в 5 раз больше Архангельской группы портов.
Постановлением Совета Министров СССР «Вопросы Пятого Военно-Морского флота» от 11 августа 1951 года, во Владивостоке был введён особый режим (начал действовать 1 января 1952 г.); город становится закрытым для посещения иностранцами. Предполагалось убрать из Владивостока не только иностранные консульства, но и торговый и рыбный флот и перевести в Ворошилов (ныне Уссурийск) все органы краевой власти. Однако эти планы не были воплощены в жизнь.

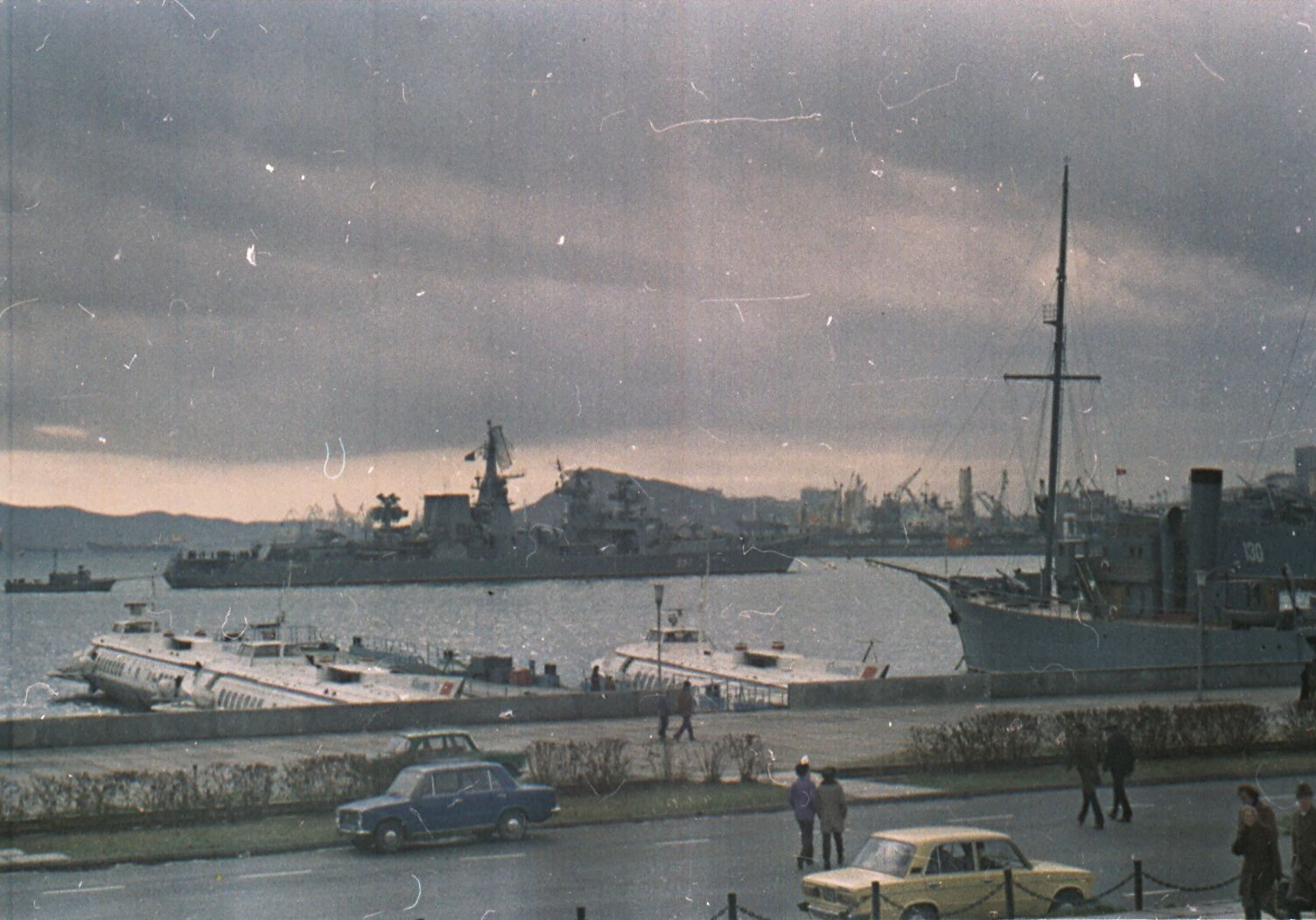
Владивосток в ноябре 1982 года

В годы «хрущёвской оттепели» Владивосток получил особое внимание государственных властей. Впервые Никита Сергеевич Хрущёв посещает город в 1954 году, чтобы окончательно решить, закреплять ли за ним статус закрытой военно-морской базы. Отмечалось, что на тот период городская инфраструктура находилась в плачевном состоянии, не хватало жилья и школ, отсутствовала ливневая канализация. Проблемы пытались решить на уровне Совета Министров, но настоящее широкомасштабное жилищное строительство началось только в 1957 году В конце 50-х годов Владивосток заявляет о себе, как о научном и культурном центре Дальнего Востока: воссоздаётся Дальневосточный государственный университет, открывается медицинский институт, строятся крупные кинотеатры; на базе Дальневосточного филиала АН СССР открываются три научно-исследовательских института. В 1958 году открывается пассажирское авиасообщение с Москвой.
В 1959 году Хрущёв повторно посещает город. Итогом становится решение об ускоренном развитии города, которое было оформлено постановлением Совета Министров СССР от 18 января 1960 года «О развитии г. Владивостока». Был составлен амбициозный план о двукратном увеличении жилищного фонда города; основывается одна из крупнейших строительных организаций края «Главвладивостокстрой». Принимается новый генплан города, рассчитанный до 1980 года. В 60-е строится новая трамвайная линия, запускается троллейбус, город становится огромной строительной площадкой: на окраинах возводятся жилые микрорайоны, в центре — новые здания общественно-гражданского назначения. Во Владивостоке появились новые кинотеатры, гостиницы, цирк, морской вокзал, почтамт, Дом радио, драматический театр, Дом пионеров.
В 1974 году Владивосток с официальным визитом посетил 38-й президент США Джеральд Форд, прибывший для встречи с Генеральным секретарём ЦК КПСС Леонидом Брежневым. На встрече были подписаны протокол к Договору об ограничении систем ПРО и Договор об ограничении подземных ядерных испытаний, которые помогли сдержать гонку вооружений.
20 сентября 1991 года президентом РСФСР Борисом Ельциным был подписан указ № 123 «Об открытии г. Владивостока для посещения иностранными гражданами», со вступлением которого в силу с 1 января 1992 года Владивосток перестал быть закрытым городом.

## Современный период

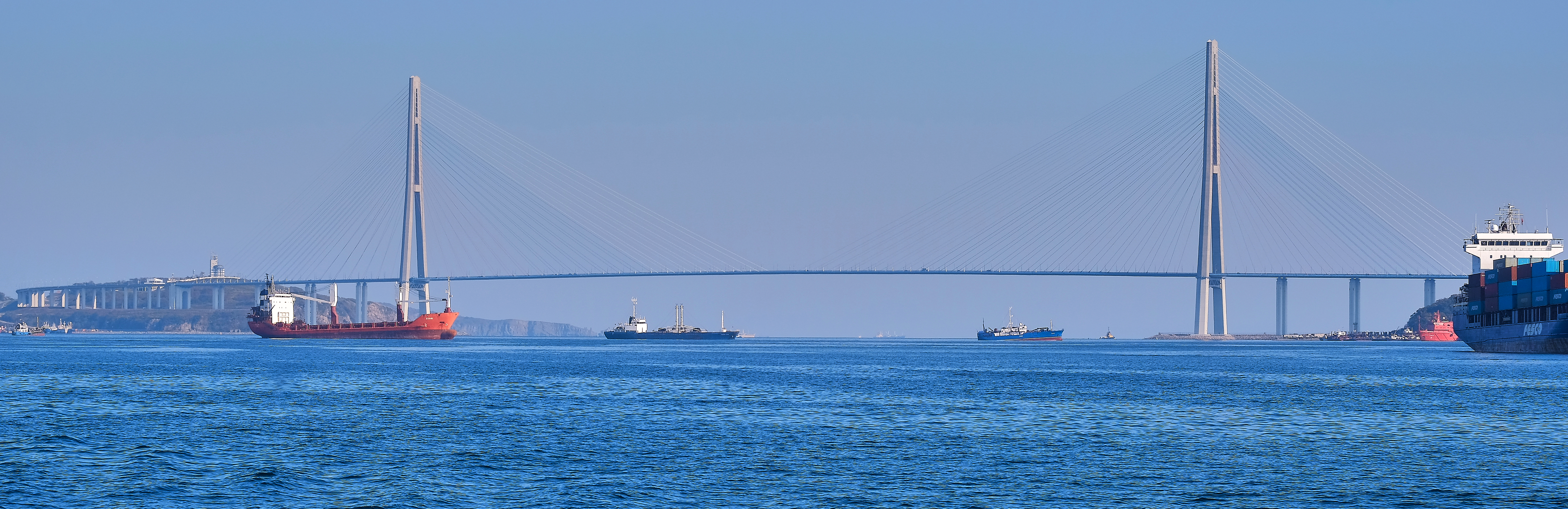
Русский мост

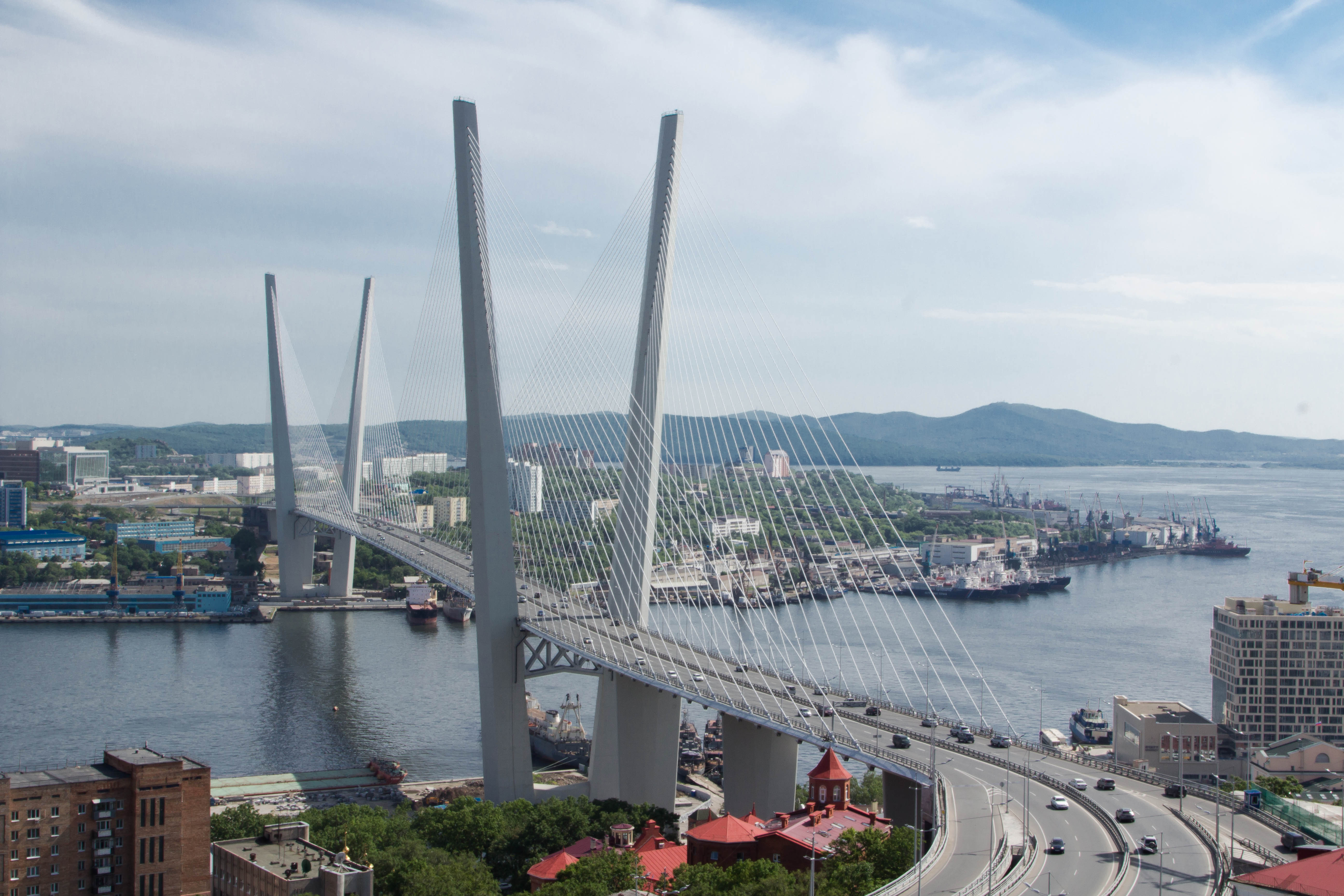
Золотой мост

После распада СССР экономика города оказалась в плачевном состоянии. Была разрушена система оборонных предприятий, что вызвало безработицу. В это время стали появляться первые частные предприниматели. В целом, в 1990-е годы Владивосток был центром нелегального рыболовства, а также контрабанды древесины и японских машин. Из-за снижения уровня жизни упала рождаемость и началась миграция в центральные регионы страны: если в 1992 году население города составляло 648 тыс. человек, то к 2010 году — 578 тыс.
Однако Владивосток сохранил статус важного транспортного, промышленного и торгово-финансового центра. В начале XXI века наметилось улучшение социальной и экономической обстановки. Большое значение для развития города имел проведённый в сентябре 2012 года на Русском острове саммит АТЭС. В ходе саммита прошли встречи глав и представителей экономик более 20 стран Азиатско-Тихоокеанского региона. Основными объектами саммита являются мост через бухту Золотой Рог и мост на Русский остров, а также Дальневосточный федеральный университет.
4 ноября 2010 года Владивостоку присвоено почётное звание «Город воинской славы», в 2012 году рядом с памятником «Борцам за власть Советов на Дальнем Востоке» установлена стела «Город воинской славы».
19 ноября 2020 года в Приморском крае прошёл ледяной дождь, сопровождавшийся сильным ветром, что вызвало массовые отключения электричества и другие повреждения инфраструктуры. Из-за отключений электричества во Владивостоке перестали работать насосные станции, подающие воду и отопление в дома, из-за обледеневших вантов и падающих на дорогу глыб льда закрыли движение по Русскому мосту. 19 ноября во Владивостоке был введён режим чрезвычайной ситуации. Для сохранения сообщения с островом Русский, во Владивостоке впервые с 2012 года возобновили рейсы парома «Босфор Восточный» от причала № 30 до причала на мысе Поспелова на полуострове Сапёрном.